# جایزه موریس لیبمن انجمن مهندسان برق و الکترونیک آمریکا
نام این جایزه در آغاز نشان یادبود موریس ان لیبمن (به انگلیسی: Morris Liebmann Memorial Prize) بود که از سوی موسسهٔ مهندسان پرتو (IRE) داده می‌شد. نام جایزهٔ IEEE یادبود موریس ان لیبمن در سال ۱۹۱۹ برای بزرگداشت سرهنگ موریس ان لیبمن درست شد. در آغاز این جایزه به «کسانی که در گذشتهٔ نزدیک در زمینهٔ ارتباطات رادیویی کار مهمی کرده بودند» داده می‌شد. دادن این جایزه از سوی بخش مدیریتی مؤسسهٔ مهندسان برق و الکترونیک یا IEEE ادامه داشت تا اینکه در سال ۱۹۶۳ موسسهٔ مهندسان پرتو با مؤسسهٔ مهندسان برق و الکترونیک، یکی شد و عنوان اهدای جایزه به: «کسانی که در گذشتهٔ نزدیک در زمینهٔ فناوری‌های تازه مشارکت چشمگیری داشته‌اند.» تغییر کرد.
در سال ۲۰۰۰ این جایزه، جایگزین نشان IEEE دنیل ای. نوبل (IEEE Daniel E. Noble Award) شد.

## دریافت کنندگان
از جمله کسانی که جایزهٔ IEEE یادبود موریس ان لیبمن را دریافت کرده‌اند می‌توان به نام‌های زیر اشاره کرد:
- چارلز کائو
- ویلارد بویل و جورج اسمیت
- مارتین رایل
- آرتور لئونارد شالو

از جمله کسانی که جایزهٔ IRE یادبود موریس ان لیبمن را دریافت کرده‌اند می‌توان به نام‌های زیر اشاره کرد:
- لئو ایساکی
- نیکولاس بلومبرگر و چارلز هارد تاونز
- ولادیمیر زورکین
- ادوارد ویکتور اپلتون
- ویلیام شاکلی
- کلود شانون
- آلبرت رز